# Залавье (Гомельская область)
Зала́вье (бел. Залаўе) — деревня в Чечерском районе Гомельской области Белоруссии. Входит в состав Ленинского сельсовета.

## География
В 10 км на юго-запад от Чечерска, 27 км от железнодорожной станции Буда-Кошелёвская (на линии Гомель — Жлобин), 55 км от Гомеля.
На севере и востоке мелиоративный канал, соединённый с рекой Сож. Около деревни расположены месторождения глины.

## Транспортная сеть
Рядом автодорога Чечерск — Буда-Кошелёво. Планировка состоит из изогнутой улицы, ориентированной с юго-запада на северо-восток и застроенной двусторонне деревянными домами усадебного типа.

## История
Согласно письменным источникам известна с начала XIX века, как селение в Чечерской волости Рогачёвского уезда Могилёвской губернии. Согласно ревизии 1816 года — сельцо. Согласно инвентаря 1842 года 160 десятин земли. Согласно ревизским материалам 1859 года во владении помещика Морачевского. С 1880 года действовал хлебозапасный магазин. Согласно переписи 1897 года действовали хлебозапасный магазин, 2 ветряные мельницы. Рядом находился одноимённый фольварк. В 1909 году 240 десятин земли.
В 1926 году работал почтовый пункт. С 8 декабря 1926 года до 30 декабря 1927 года центр Залавского сельсовета Чечерского района Гомельского округа. В 1930 году организован колхоз. 37 жителей погибли на фронтах Великой Отечественной войны. В 1962 году к деревне присоединён посёлок Лебединое. В составе колхоза имени В. И. Ленина (центр — посёлок Вознесенский).

## Население
- 1816 год — 3 двора.
- 1897 год — 42 двора, 290 жителей (согласно переписи).
- 1909 год — 47 дворов, 324 жителя.
- 1926 год — 75 дворов, 401 житель.
- 1959 год — 226 жителей (согласно переписи).
- 2004 год — 39 хозяйств, 82 жителя.